# De Ster (Winsum)
De Ster is een koren- en pelmolen in het Groningse Winsum.
De achtkante bovenkruier uit 1851 staat op een molenberg in de dorpskern van Winsum. Op deze locatie stond in 1628 al een standerdmolen. 'De Ster' is tot in de jaren 80 beroepsmatig in gebruik geweest en draait na een grote restauratie in de jaren 90 van de twintigste eeuw regelmatig op vrijwillige basis. Momenteel is de molen niet maalvaardig, maar de wieken gaan wel enkele malen per maand in de rondte. Eind 2008 zijn een aantal onderdelen van de molen vervangen en is de buitenroede van nieuwe zelfzwichtingskleppen voorzien. De molen is eigendom van de Molenstichting Winsum.
| Mediabestanden Commons heeft media  bestanden in de categorie De Ster, Winsum . |